# 寬達里山
64°52′S 61°34′W / 64.867°S 61.567°W
寬達里山（英語：Mount Quandary）是南極洲的山峰，位於葛拉漢地，處於什韋角西北面19公里，毗鄰赫克托里亞冰川發源地，該山峰在1955年由英國探險隊測量。